# Strez

Mapa de los Balcanes a principios del, el dominio de Strez puede verse en marrón.

Strez (en búlgaro: Стрез; fl. 1207-1214) fue un noble búlgaro y miembro de la dinastía Asen. Siendo un importante pretendiente al trono del Segundo Imperio búlgaro, inicialmente se opuso a la ascensión de Boril, que era su pariente. Huyó a Serbia, donde aceptó ser vasallo del gran príncipe Esteban I Nemanjić, y con su apoyo pudo establecerse como un gobernante semiindependiente en gran parte de la región de Macedonia. Sin embargo, Strez se volvió contra sus soberanos para convertirse en vasallo búlgaro y unió sus ejércitos con su antiguo enemigo Boril contra los latinos y los serbios. Strez fue asesinado en medio de una gran campaña antiserbia en circunstancias poco claras en un complot que probablemente involucró a San Sava.

## Pretendiente al trono y vasallo de Serbia

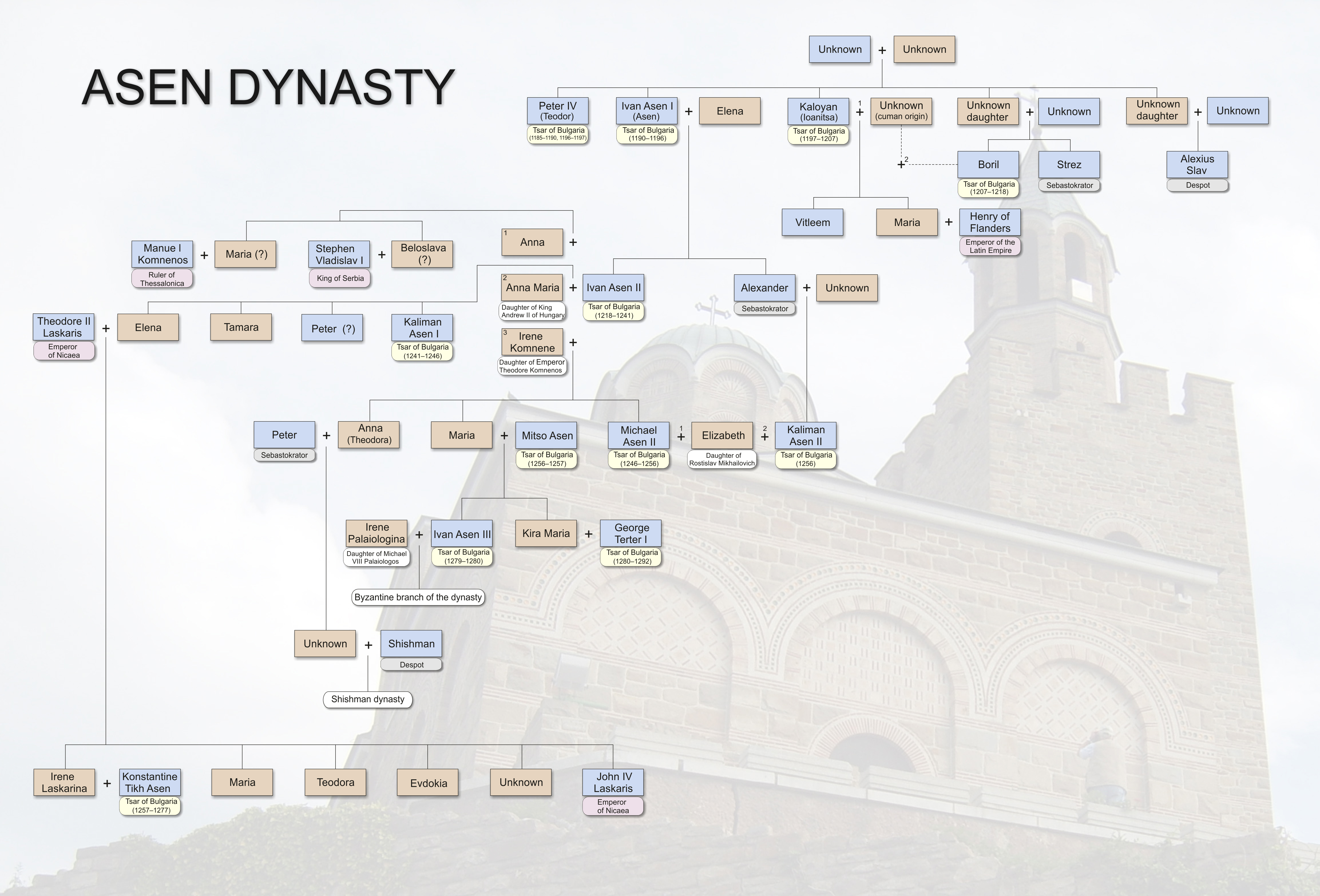
Genealogía de la Dinastía Asen, incluye a Strez y a Boril.

No se menciona nada de Strez hasta los acontecimientos tras la repentina muerte del zar Kaloján, durante el sitio de Tesalónica en 1207. Al igual que Alejo Slav, otro noble que emergería después como un separatista, Strez fue sobrino de los hermanos Asen Pedro, Iván Asen y Kaloján, que fueron los tres primeros zares del Segundo Imperio búlgaro. Sin embargo, no está claro si a través de este parentesco era primo o hermano de Boril.
En el momento de la muerte de Kaloján, Strez se encontraba en la capital Tarnovo, tal vez tratando de sacar provecho de sus derechos ancestrales a la corona búlgara. Sin embargo, Boril demostró ser el candidato más ambicioso. Este persiguió a los otros pretendientes, y Alejo Slav y los hijos de Iván Asen I, Iván Asen II y Alejandro, tuvieron que abandonar Bulgaria.
Como ocurrió con los otros miembros de la familia real, el ascenso al trono de Boril obligó a Strez y a sus más cercanos colaboradores a huir, en este caso a la vecina Serbia, donde fue recibido por el gobernante Esteban I Nemanjić en 1207 o principios de 1208. A pesar de que Boril solicitó la extradición de Strez a Bulgaria, el gobernante serbio esperaba utilizarlo como un títere para conquistar los territorios sometidos por los búlgaros. Esteban creía que la ascendencia real de Strez y sus aspiraciones imperiales harían mucho más fácil imponer el dominio serbio en Macedonia, Kosovo y Braničevo, así como en Belgrado, regiones que habían sido capturadas por Bulgaria durante el reinado de Kaloján. Al mismo tiempo, Boril fue incapaz de tomar una acción militar contra Strez y su protector de Serbia, ya que había sufrido una gran derrota a manos de los latinos en Filipópolis. Esteban Nemanjić llegó incluso a volverse hermano de sangre de Strez en una ceremonia en la que tenía la esperanza de asegurar la lealtad del pretendiente búlgaro.
En 1208, Strez dirigió una fuerza serbia que se apoderó de gran parte del valle del Vardar en Bulgaria. Se estableció como vasallo de Serbia en la fortaleza de Prosek (cerca de la actual Demir Kapija), antigua capital de otro separatista búlgaro, Dobromir Crysós. Para 1209, el reino de Strez se extendía sobre gran parte de Macedonia, desde el valle del río Estruma en el este, donde limitaba con el territorio de Boril, hasta Bitola y tal vez Ohrid en el oeste, y desde Skopie en el norte hasta Veria en el sur. Mientras Strez ganaba rápidamente el apoyo de la población local búlgara y posiblemente heredando la administración de los dominios restantes de Boril, las unidades serbias fueron mantenidas en sus dominios, ya sea para garantizar su lealtad o con la intención de sacarlo del poder y anexar sus territorios.

## Vasallo de Bulgaria

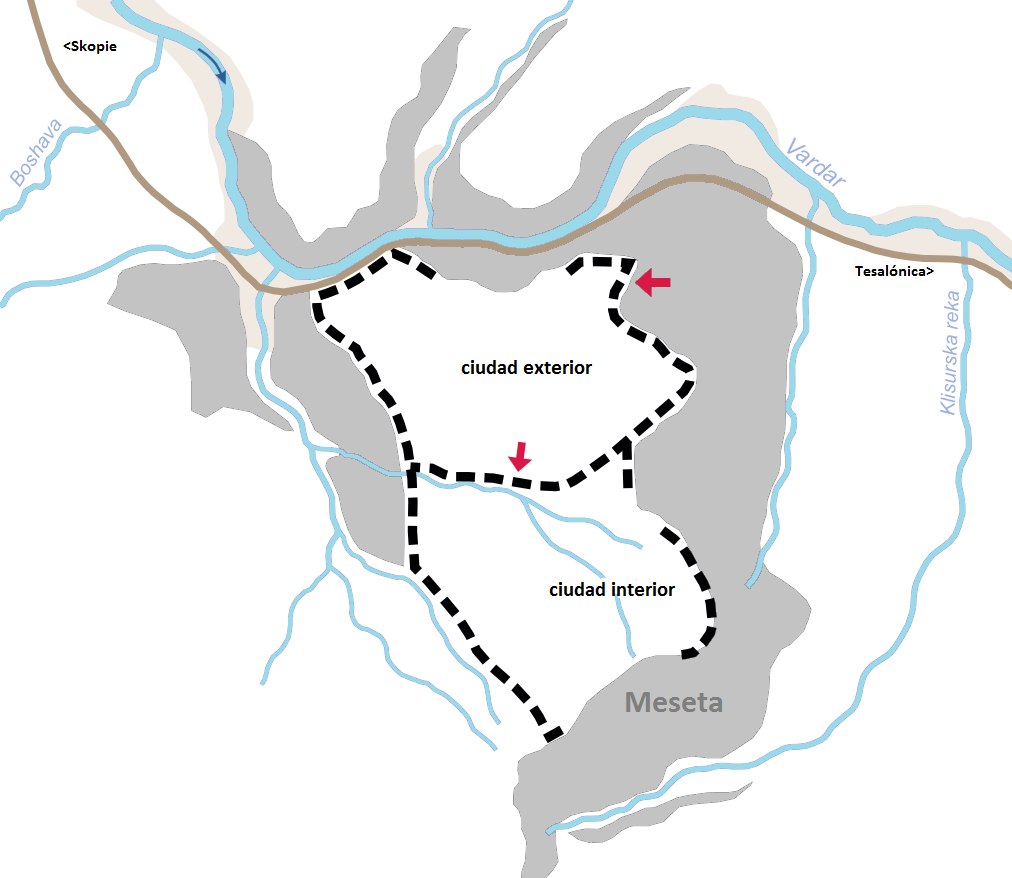
Fortaleza de Prosek, capital de los dominios de Strez.

El matrimonio de Alejo Slav con la hija del emperador latino Enrique de Flandes en 1209 fue potencialmente un gran peligro para Boril, que podría afrontar a sus fuerzas conjuntas. Por temor a una coalición, Boril se acercó a Strez, que se encontraba en ese momento ganando más poder y estaba a punto de completar su independencia de Serbia. Strez acordó una unión con su antiguo enemigo, aunque solo después de que Boril reafirmara su completa autonomía. Strez eliminó el resto de las tropas serbias en sus tierras, en un acto que los serbios veían como el diablo inspirado en la traición. No es imposible que Boril convenciera a Strez a través de la acción militar, aunque lo más probable es que la unión se lograra a través de negociaciones.
En ese mismo año, Strez y Boril habían llegado a la paz con Miguel I Comneno Ducas, el déspota de Epiro. A fines de 1209, Strez y Miguel pudieron haber intentado una campaña conjunta contra Tesalónica, ya que ambos perdieron territorios ante los latinos en lo que fue probablemente una incursión como represalia a finales de 1209 o principios de 1210. El fracaso de este ataque llevó a Miguel a romper con sus aliados búlgaros y apoyar a los latinos. A principios de 1211, Strez se enfrentó con los latinos y epirotas en Tesalónica y la asistencia requerida de Boril después que Miguel y Enrique invadieran los límites occidentales del reino de Strez. A principios del verano, el ejército aliado búlgaro sufrió una dura derrota en Bitola a manos de Miguel, el hermano de Enrique Eustaquio de Flandes y Bertoldo II de Katzenelnbogen. A pesar de que no resultó en pérdidas territoriales, esto impidió a Strez expandirse hacia el sur. En relación con un concilio antibogomilo en 1211, Strez es referido como un sebastocrátor. El título le fue conferido ya sea por Boril como parte de su acuerdo en 1209, o le fue otorgado por Kaloyan durante su gobierno. En cualquier caso, Boril ciertamente reconoció el derecho de Strez de dicha denominación. Hay indicios de que Strez dividido sus bienes en unidades administrativas, cada una dirigida por un sebasto. En 1212, Strez fue lo suficientemente poderoso como para ser considerado uno de los principales adversarios del Imperio latino, junto con Boril, Miguel y el emperador de Nicea Teodoro I Láscaris, por el mismo Enrique.

## Campaña contra los serbios y muerte
Después de una serie de fracasos militares contra los latinos, Boril hizo la paz con Enrique en 1213, consolidado a través de dos matrimonios reales. Como vasallo de Boril, Strez se unió a la unión búlgaro-latina, el objetivo de la alianza fue una invasión doble de Serbia. En 1214, las fuerzas de Boril y Enrique atacaron Serbia desde el este, mientras que el ejército de Strez, considerado en fuentes de la época como «innumerables», penetró en territorio serbio desde el sur y llegó a Polog. Frente a una gran invasión en dos frentes, los serbios no tardaron en pedir la paz. Después que los enviados de Esteban a Strez fracasaran, él envió a su hermano, el arzobispo Sava (canonizado como San Sava) al campamento de Strez.
A pesar de que la diplomacia de Sava no tuvo de ningún efecto, Strez murió la noche después de la partida de Sava. Fuentes serbias presentan la muerte de Strez como un milagro, siendo Strez apuñalado por un ángel, aunque en realidad era muy probable que fuera asesinado en un complot orquestado por Sava. El historiador John V. A. Fine teoriza que Sava pudo haber encontrado seguidores entre los nobles de Strez, algunos de los cuales se habían vuelto contra él y organizaron su asesinato, solo para desertar a Serbia inmediatamente después. Según la hagiografía de San Sava, en sus últimas palabras Strez afirmó que fue apuñalado por un joven soldado bajo las órdenes de Sava.
Aunque el asesinato de Strez significó el fin de la campaña búlgaro-latina, Esteban no realizó ninguna campaña en Macedonia debido a la proximidad de las tropas de la coalición, que se había detenido en Niš. En 1217, todo el territorio de Strez estuvo bajo el gobierno epirota de Teodoro Comneno Ducas, aunque Boril pudo tener controlado algunos territorios. Los serbios no pudieron aprovechar la muerte Strez para lograr adquirir algunos de sus antiguos dominios.

## Evaluación y legado
Fuentes contemporáneas serbias, como la hagiografía de San Sava, son muy críticos de las acciones de Strez. Los serbios acusaron a Strez de imprudencia, embriaguez, impiedad, traición y crueldad. La hagiografía de San Sava habla de la supuesta tendencia Strez de tener prisioneros para lanzarlos desde un acantilado hacia el río Vardar para su entretenimiento y de sus invitados. El historiador búlgaro Iván Lazarov desmintió esas acusaciones como calumniosas. En su biografía de Strez, él elogia al gobernante medieval como un «verdadero miembro de la dinastía Asen» y defiende sus acciones debido a que él fue un «hijo de su época».
El nombre de Strez se ha convertido en parte del folclore búlgaro, incluyendo un relato legendario de su vida escrito en la Biografía del Príncipe Stregan en el siglo XVIII. Al menos un lugar en Macedonia fue vinculado por los lugareños con Strez, a quien la gente interpreta como un vaivoda o haiduque que defendió al pueblo contra los otomanos. Algunas ruinas por el río Vardar cerca de Jegunovce al oeste de Skopie eran conocidos por los lugareños como «La Fortaleza de Strez» (Стрезово кале, Strezovo kale). A pesar de que en realidad su capital, Prosek, estaba mucho más al sur, el castillo de Jegunovce podría haber formado parte de las fortificaciones fronterizas de Strez, o pudo haber sido el sitio de sus negociaciones con Sava y su asesinato.